# 徐伟新
徐伟新（1956年—），女，山东人，中华人民共和国政治人物，曾任中共中央党校教育长、副校长，全国妇联常委。